# Tierra Azul, Amatepec
Tierra Azul är en ort i Mexiko, tillhörande kommunen Amatepec i den sydvästra delen av delstaten Mexiko, i den centrala delen av landet. Orten hade 251 invånare vid folkräkningen 2010.